# Waldemar Unger
Waldemar Unger (* 12. September 1881 in Dresden; † 1. April 1961 in St. Pölten) war ein österreichischer Politiker und Rechtsanwalt. Unger war von 1934 bis 1938 Abgeordneter zum Landtag von Niederösterreich.
Unger ging 1891 nach Wien und absolvierte das Gymnasium. Er studierte Rechtswissenschaften an der Universität Wien und promovierte 1907 zum Doktor. Danach war er Praktikant und legte die Rechtsanwaltsprüfung ab. Zwischen 1914 und 1918 leistete er im Ersten Weltkrieg den Militärdienst ab, ab 1919 war er als selbständiger Rechtsanwalt tätig. Während der Zeit des Austrofaschismus vertrat Unger den Stand der freien Berufe zwischen dem 22. November 1934 und dem 12. März 1938 im Niederösterreichischen Landtag. 1938 wurde er verhaftet und mit einem Berufsverbot belegt. Nach dem Zweiten Weltkrieg war er von 1945 und 1954 wieder als Rechtsanwalt tätig.